# Accommodation génétique

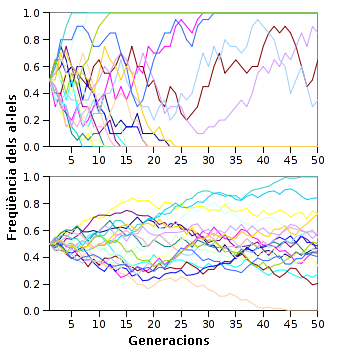
Simulation d'une dérive génétique de 20 allèles non liés d'un population de 10 individus (en haut) et 100 individus (en bas). Ceci montre que les variations génétiques sont nombreuses dans le temps.

Une accommodation génétique est un changement de l'expression de certains gènes d’un individu dû à une pression de l’environnement. Il s’agit d’un concept en biologie évolutive du développement. Si une variation phénotypique d’un individu augmente sa valeur sélective, et que cette variation a une composante génétique, il peut y avoir une accommodation génétique.

## Accommodation génétique et mutation
Il existe deux types d'accommodations génétiques, les accommodations génétiques de régulation et celles de forme. Une accommodation génétique de régulation permet de modifier l’expression d'un gène en termes de fréquence. Une accommodation génétique de forme permet de modifier son expression en termes de forme du trait concerné.
Contrairement à ce qu’on pensait par le passé, une accommodation génétique n’a pas besoin d’une mutation génétique pour apparaître. En effet, il suffit seulement que des individus d’une génération aient un pool génétique avec des variations génétiques. Cela permet des recombinaisons au niveau des traits génétiques qui permettent l’apparition de nouveaux traits ayant une valeur sélective suffisante pour perdurer dans la population.
Si un nouveau trait est favorisé par la sélection, une accommodation génétique de régulation va avoir tendance à diminuer le seuil pour sa production ou à augmenter la susceptibilité de passer ce seuil et ainsi d’exprimer plus fréquemment le trait. Si un trait est défavorisé, l’inverse se produira jusqu’à ce que ce trait tende à disparaître. En d’autres termes, la fréquence de l’expression du nouveau trait va changer grâce à l’accommodation. C’est pourquoi certains chercheurs, notamment Mary Jane West-Eberhard, pensent que la génétique n’est pas ce qui dirige l’évolution, elle suivrait plutôt les accommodations phénotypiques en les régulant et en les affinant, puisque c’est celles-ci qui changent grâce aux pressions environnementales.

## Théorie des accommodations génétiques en évolution
Il est possible de voir les accommodations génétiques à la base de l’évolution si on considère quatre critères importants qui peuvent expliquer cette théorie.
Le premier critère est la sensibilité environnementale. C’est la caractéristique des organismes de s’adapter à leur environnement en modifiant une composante de leur développement. Cette aptitude des organismes n’est pas une évolution, c’est l’état ancestral de tout processus développemental que de s’adapter à son environnement à l’aide de changements développementaux. Cette adaptation à l’environnement est le processus de base de l’accommodation génétique.
Le deuxième critère important est le processus de canalisation. Ce processus est en fait presque l’opposé du précédent. Il s’agit d’un processus par lequel un organisme ou une espèce garde le même phénotype malgré des variations au niveau environnemental, mais aussi au niveau génétique. En d’autres termes, c’est la capacité de ne pas changer face à des perturbations. Le nom canalisation vient du fait que l’organisme canalise une variété de perturbations génétiques et environnementales en un seul phénotype. Ce processus est applicable jusqu’à un certain seuil de variation, qui change selon le phénotype. La canalisation est importante puisqu’elle permet aux organismes de garder une grande variété génétique cachée qui permet éventuellement les accommodations génétiques.
Le troisième critère est la variété génétique cachée aussi appelée variété génétique cryptée. Cette variation génétique cryptée permet en effet d’accommoder génétiquement les variations développementales liées à la sensibilité environnementale. Une fois le seuil de canalisation dépassé, l’organisme devra s’adapter phénotypiquement pour survivre. Pour que l’adaptation soit héritable, il faut une base génétique permettant de stabiliser le nouveau trait phénotypique.

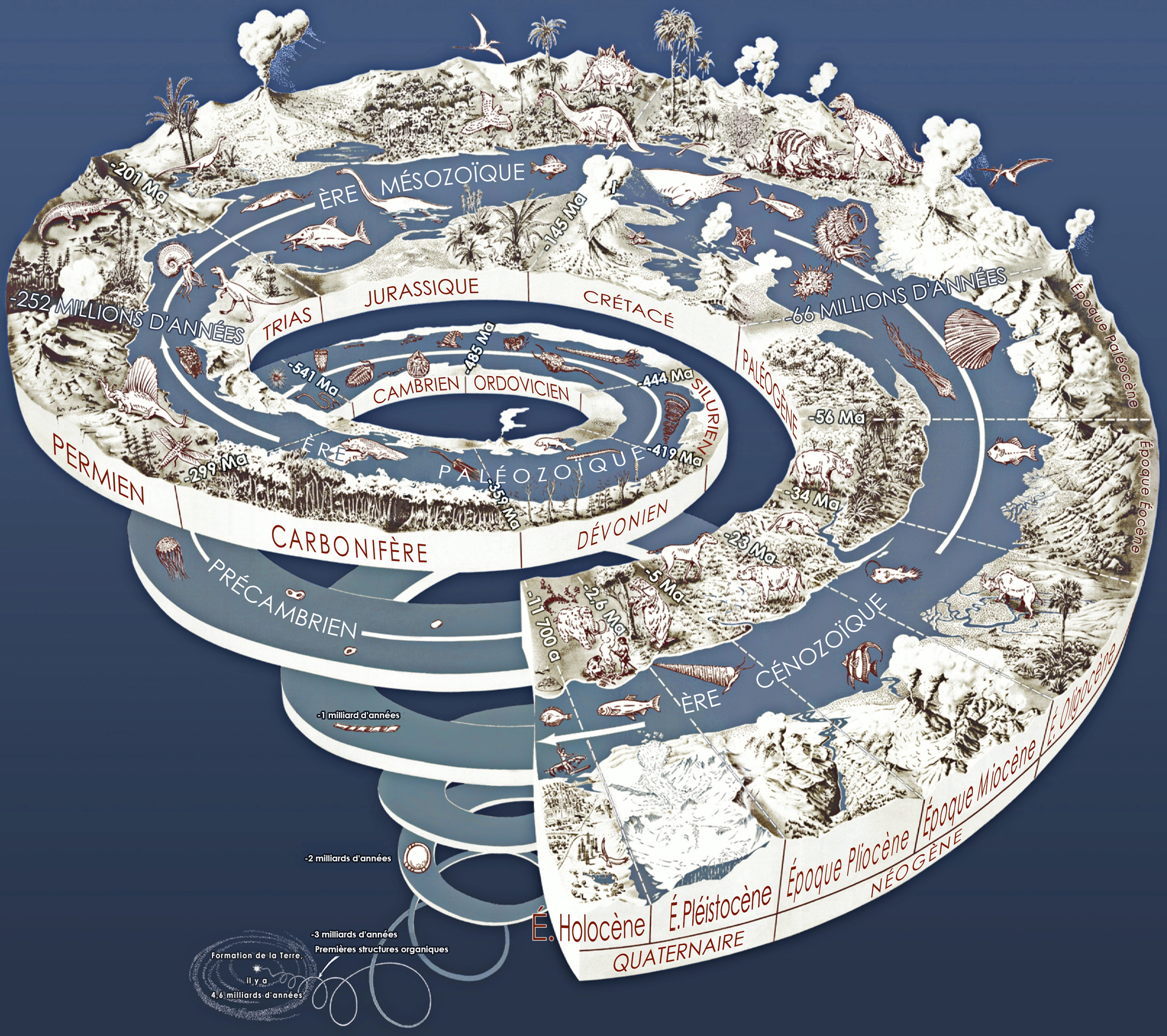
C'est uniquement cette quantité immense de temps qui permet aux accommodations génétiques d'influencer l'évolution. Trois milliards d'années depuis la première cellule organique sont un temps très long.

Le quatrième et dernier critère est l’échelle temporelle et spatiale à laquelle l’évolution agit. C’est une échelle immensément grande qui permet à tous ces processus d’agir sur l’évolution. La probabilité qu’un environnement soit modifié et qu’un organisme s’y adapte bien et survive n’est pas si grande. Mais que le processus de canalisation soit dépassé et que l’organisme survive, et qu’une variation génétique cryptée ait une base génétique pour stabiliser ce nouveau trait en plus, cette probabilité est minime.
C’est d’ailleurs ce qui différencie la théorie des accommodations génétiques des théories lamarckiennes de l’évolution. Selon Jean-Baptiste de Lamarck, les organismes ont tendance à évoluer vers des caractères précis afin d’être adaptés à leur environnement et tous ces caractères sont héritables. Dans la théorie des accommodements génétiques, c’est un processus totalement aléatoire qui permet l’héritabilité de certains caractères apparus phénotypiquement grâce à des bases génétiques variées.

## Exemples d'expériences scientifiques

### L’eusocialité desMegalopta genalis
Certaines hypothèses ont été mises de l’avant qui proposent que la plasticité développementale est capable d’accélérer l’évolution de nouveau phénotype. Avant d’être en mesure de répondre à cette première hypothèse, il est nécessaire d’approfondir nos connaissances sur l’accommodation génétique. Cette étude a donc pour objectif de déterminer l’influence de l’accommodation génétique sur les sociétés eusociales des abeilles.
Certaines espèces d’abeilles sont dites eusociales facultatives, ce qui signifie qu’il est possible de trouver des nids de femelle solitaire et d’autres de femelle sociale au sein de la même espèce, que ce soit à l’intérieur d’une même population ou le long d’un gradient géographique. Les femelles solitaires produiront uniquement des mâles durant leur première nichée. Les femelles qui naîtront par la suite ne resteront pas dans le nid en tant qu’abeilles ouvrières, mais quitteront pour fonder leur propre colonie.
Pour tester l’accommodation génétique, Megalopta genalis est une bonne candidate. En effet, cette abeille est une de ces espèces dite eusociales facultatives. Il est commun de trouver au sein de la même population, des nids de femelles solitaires et sociales. Les femelles auront tendance à être solitaires lors de période difficiles et sociales lorsque les conditions leur sont plus favorables. De plus, lorsque la reine d'un nid social meurt, les abeilles ouvrières stériles de ce nids vont changer physiquement et mentalement pour devenir des femelles reproductrices, qu'on appelle femelle de remplacement. Cela indique une grande influence de l’environnement sur l’eusocialité des abeilles. Ainsi, ces changements dans l’environnement entrainent une plasticité dans le comportement des femelles qui fondent les nouveaux nids et dans l’expression de gène d’abeilles ouvrières dans les nids sociaux lorsque la reine meurt.
Pour cette expérience, les chercheurs ont étudié l’expression de gène dans le cerveau et dans les tissus abdominaux de femelles de l’espèce M. genalis pour comparer les différences entre les quatre phénotypes suivants : femelle solitaire, reine d’une colonie sociale, abeille ouvrière et reine de remplacement.
Toutes les données furent prélevées sur des femelles provenant de nids créés par les chercheurs et qui sont conçus par des femelles sauvages de types solitaire et social attrapées à Barro Colorado Island dans la République du Panama. Quelques semaines après la création de tous les nids en laboratoire, toutes les femelles sociales et solitaires sont attrapées pour être étudiées. Des abeilles ouvrières de la moitié des nids sociaux furent collectées en même temps que leur reine, et l’autre moitié furent collectées quelques jours après l’enlèvement de la reine pour permettre la transition d’ouvrière à reine de certaines des abeilles restantes.
La meilleure preuve et le meilleur exemple d’accommodation génétique dans cette recherche est la transformation d’abeille ouvrière en reine ou en femelle solitaire après la mort ou la disparition de la reine d’origine. En effet, il y a presque 40 % de variation dans les gènes abdominaux exprimés par les abeilles ouvrières et ceux exprimés par les abeilles reproductrices, soit tous les autres types à l’étude. Une différence sur le plan de l’expression des gènes du cerveau, bien que plus subtile, est aussi notée et peut expliquer la variation de comportement entre les différents types de femelles. La variété dans l’expression génétique observée chez les reines ainsi que chez les abeilles ouvrières est la plus faible, tandis que celle notée dans l’expression génétique des femelles solitaires et des reines de remplacement est la plus diversifiée. En effet, les femelles de ces deux dernières classes s’occupaient, au moment de la capture, de toutes les activités dans le nid (construction de cellules, approvisionnement, butinage…), contrairement aux deux autres qui avaient des rôles plus limités.
En conclusion, l’abeille ouvrière subit une modification presque parfaite de l’abdomen, soit un abdomen du type ouvrière vers un du type reine/solitaire, lorsqu’elle change de classe. Une augmentation de la variété d’expression de certains gènes du cerveau est aussi observée. Le changement dans l’expression génétique des reines de remplacement pour mener à des phénotypes d’abeilles reproductrices est le résultat de l’accommodation génétique.

### Influence de la densité de population surOnthophagus taurus
Il y a de cela environ 50 ans, une espèce de scarabée native de la région Méditerranéenne fut exportée en Amérique, un milieu faiblement peuplé en scarabée, et en Australie, un milieu fortement peuplé. En raison de différences entre ces deux écosystèmes, des changements phénotypiques et comportementaux ont rapidement été observés entre les populations de ces deux continents. Ces différences sont à l’origine du questionnement de cette étude qui a pour but d’étudier l’effet de la densité de population sur la divergence rapide observée chez ces populations exotiques d’Onthophagus.
Pour ce faire, des adultes de l’espèce Onthophagus taurus furent collectés proche de Séville, en Espagne, qui fait partie de la région d’origine de leur ancêtre commun. Les scarabées capturés sont ensuite répartis dans des contenants qui sont fortement ou faiblement peuplés. Tout cela a pour but de comparer l’impact de la densité de population sur deux comportements maternels (poids de la boule de bouse et sa profondeur d’enterrement), deux caractères de leur cycle biologique (nombre de boule confectionnée et nombre d’œufs qui ont éclos) et deux caractères morphologies (taille des descendants et la longueur relative de leurs cornes). Tout changement physique qui sera corrélé avec une modification de l’environnement résulterait de l’accommodation génétique.
À la suite de cette étude, les chercheurs ont pu conclure que la profondeur d’enterrement de boule de bouse et la taille relative des cornes ne semblent pas être influencées par une augmentation ou une diminution de la densité. En revanche, le nombre et le poids des boules produites, le nombre d’œufs qui éclosent et la taille des descendants ont tous été influencés par une variation de la densité de population. En effet, l’augmentation du nombre d’individus par contenant est accompagnée d’une augmentation du nombre de boules construites et une diminution des trois autres facteurs.
De ces quatre caractères, il y en a deux (nombre de boules confectionnées et la taille des descendants) pour lesquelles les scarabées de laboratoires ont eu une réponse complètement opposée à celle retrouvée en terrain naturel. En effet, lorsque comparé aux scarabées taureaux d’Amérique, on note que ceux d’Australie confectionnent des boules de bouse plus lourdes et que plus de jeunes scarabées émergent du sol lorsqu’ils arrivent à maturité.
Finalement, il ne reste que deux des facteurs étudiés qui sont particulièrement intéressants quand il est question d’accommodation génétique : la quantité de balle de crottin formée et la taille des nouveaux scarabées. En effet, comme dans les populations sauvages d’Australie, les scarabées taureaux femelles vivant dans les contenants densément peuplés, ont produit plus de boules pour la ponte de leurs œufs et une progéniture de plus petite taille. Cette concordance entre les observations en laboratoire et dans la nature indique que l’accommodation génétique semble provoquer un changement qui mènera potentiellement à une spéciation chez les descendants de populations géographiquement isolées.